# 溫琴佐·蒙特拉
溫琴佐·蒙特拉（Vincenzo Montella，1974年11月18日—），是一位退役意大利足球運動員。在場上司職前鋒。曾效力於意甲球隊羅馬、桑普多利亚及英超的富咸。
蒙特拉於1990年在當時的意大利足球丙級聯賽球隊恩波利開始了自己的足球生涯。之後在1996年轉會到乙級球隊熱那亞。1999年轉會到羅馬。2007年起先後被借到桑普多利亚及富咸。
蒙迪拿成名於森多利亞，事業在羅馬達到了巔峰，1999年他轉會羅馬時身價高達2500萬歐元，他也以入球來回報了自己的身價，他在羅馬的215場比賽中打進了94球，並幫助羅馬在2001年拿到了聯賽冠軍。因為入球後張開雙臂的慶祝方式，蒙迪拿得到了「飛機仔」這個綽號。
不過蒙迪拿在意大利國家隊的路卻一直不那麼平坦，在當年人才濟濟的意大利前鋒線，蒙迪拿一直沒有得到太多的機會，他職業生涯為國家隊出場20次，攻入3球。
在職業生涯末年，蒙迪拿曾在2007年闖蕩英超，不過在一個驚艷的處子秀之後，他的經歷並不愉快，在富咸僅出場10場打進3球，回到羅馬後，蒙迪拿鮮有出場機會，考慮到年齡的增大和狀態的下降，最終選擇了退役。
2009年7月2日，蒙特拉宣佈退役。蒙特拉退役後在羅馬任青年隊教練。
2011年2月21日，蒙特拉被委任為羅馬臨時教練。
2012年6月11日，蒙特拉開始執教費倫天拿。
2015年11月15日，蒙特拉開始執教森多利亞。
2016年6月28日，蒙特拉開始執教AC米蘭。2016/17球季，蒙迪拿贏得意大利超級盃，並在意甲取得第6位。
2017年11月27日，蒙特拉被AC米蘭解雇。